# ويليام بينتر
ويليام بينتر (بالإنجليزية: William Painter)‏ هو مخترع أمريكي، ولد في 20 نوفمبر 1838 في جزيرة أيرلندا في المملكة المتحدة، وتوفي في 15 يوليو 1906 في بالتيمور في الولايات المتحدة.